# Magi (mangá)
Magi (マギ, Magi), também conhecido como Magi: The Labyrinth of Magic ou Magi: O Labirinto da Magia, é um mangá japonês escrito e ilustrado por Shinobu Ohtaka. Ele começou a serialização na revista semanal Weekly Shōnen Sunday em junho de 2009. Os capítulos individuais são publicados em volumes tankōbon  pela Shogakukan, com 26 volumes publicados atualmente desde de maio de 2013.
Uma adaptação em anime por A-1 Pictures foi exibido no Japão a partir de outubro de 2012 a março de 2013. Uma segunda temporada foi lançada em Outubro de 2013 até Março de 2014.

## Sinopse
A história se passa em um mundo alternativo baseado no Velho Mundo, com vários personagens, nações e contos que assemelham-se profundamente com seus homólogos da vida real. No mundo de Magi, todos os seres vivos possuem uma essência conhecida como Rukh (ルフ) e quando eles morrem, essa essência retorna para o "Grande Fluxo de Rukh" que dá vida a todos os seres, em um ciclo eterno de renascimento denominado "Destino". Uma vez que uma pessoa é dominada pela tristeza, raiva ou desespero, seu Rukh se torna obscuro, corrompido, de coloração negra e que se desvia do fluxo principal em um processo chamado de "depravação ou cair da graça" em inglês "Fall into Depravity" (堕転 Daten).
Além disso, existem vários castelos mágicos, cheios de tesouros, armadilhas e desafios conhecidos como "Dungeons" e cada um deles é um lugar que guarda um ser mágico misterioso e poderoso, chamado de Djinn (Gênio - ジン). Aqueles que conseguem encarar os desafios de uma Dungeon, conquistar a lealdade de um Djinn e retornar vivo são conhecidos como "Dungeon Capturers" (Capturadores de Dungeons - 迷宮攻略者 Danjon Kōryakusha) ganhando a habilidade de usar seus poderes mágicos a qualquer momento. Um Captor de Dungeon carrega seu Djinn em um recipiente especial geralmente feito de metal.

### Personagens
• Alibaba Saluja (アリババ・サルージャ Aribaba Sarūja)
Embora tenha nascido em uma favela e ser filho bastardo, Alibaba logo mudou de vida quando após sua mãe morrer, seu pai, o Rei de Balbadd o levou para ser o terceiro príncipe. Sempre que possível, ele estudou várias línguas, economia, esgrima, entre outros com o intuito de se tornar o bom governante. Contudo após a morte de seu pai, Alibaba foi deixado de lado e passou a viver como um mero plebeu. Seu sonho é tornar-se rico, terminar uma Dungeon e conseguir todos os tesouros nela escondida. O personagem é baseado no conto de mesmo nome.
• Aladdin (アラジン Arajin)
Aladdin é uma criança misteriosa que carrega consigo uma flauta. Nela mora um Djinn, a quem chama de amigo, chamado Ugo. Aladdin está sempre viajando a procura dos significados de viver nesse mundo, levando em conta que ele veio de um mundo paralelo(Palácio Real). É possuidor de uma personalidade pura e inocente. ao mesmo tempo que aparenta ser um leigo no mundo, também demonstra ser um grande sábio quando o assunto é lealdade e amizade. Aladdin também é o que se chama Magi, um mago extremamente poderoso que usa a energia dos Rukh ao seu redor para usar seus poderes, o que o dá uma quantidade infinita de energia (Magis são adorados pelos Rukhs,obtendo deles uma proteção natural). O personagem é baseado no conto de mesmo nome.
• Ugo (ウーゴ)
É um Djinn que acompanha o Aladdin, seu recipiente é uma flauta.Não possui cabeça, e fica extremamente tímido quando uma mulher o toca. Seus poderes ainda não foram totalmente desvendados, mas denota-se uma grande aptidão para o combate corpo-a-corpo.
• Morgiana (モルジアナ Morujiana)
Uma misteriosa escrava que não consegue se libertar das mãos de seu dono, é uma jovem muito bonita e com incrível força nas pernas. É descendente de uma tribo de caça 'Fanalis', após ser libertada por Aladdin e Alibaba, ela deseja retornar ao seu país Natal, no entanto sua profunda empatia e amizade com os garotos a fazem mudar de planos e ela passa a protege-los do mal.

### Enredo
Depois de estar confinado em um quarto e isolado por toda a sua vida, Aladdin viaja pelo mundo atrás de recipientes que contenham Djinns, até que encontra um rapaz chamado Alibaba com quem começa uma grande amizade verdadeira. O misterioso Aladdin, juntamente com seu novo amigo resolvem terminar a 7ª Dungeon e então recuperar os tesouros nela contidos e quem sabe, o recipiente que Aladdin tanto procura. No caminho para a Dungeon eles encontram com uma escrava chamada Morgiana, que pertence ao terrível chefe da região, Jamil. O chefe maligno vai a procura de Aladdin, a quem ele chama de "Magi", na Dungeon. Após encarar os desafios da masmorra, Aladdin, Alibaba, Morgiana, Jamil e um outro escravo encontram o Djinn da Dungeon e então novos mistérios surgem, pois o Gênio aparenta conhecer Aladdin e também o chama de "Magi". No meio da conversa, algo está aparentemente errado, a Dungeon começa a desmoronar e então é selada por outro jovem misterioso e os personagens são enviados para locais diferentes.

## Mangá
Magi é uma série de Mangá escrita e ilustrada por Shinobu Ohtaka. Ele começou a serialização na revista semanal Shonen Sunday da Shogakukan em 3 de junho de 2009. O primeiro volume tankōbon foi lançado em 18 de dezembro de 2009, e 17 volumes foram publicados até maio de 2013. Todos os capítulos do mangá e os episódios da série de anime são rotulados como "Noites", em uma alusão aos contos das Mil e Uma Noites, que serviu como a principal fonte de inspiração para a história.

### No Brasil
Atualmente ele está sendo publicado pela Editora JBC com o título de Magi - O Labirinto da Magia.
A mudança de certos nomes, porém, desagradou muitos fãs, pois a anglicização oficial já havia sido dada em Magi: Alf Laylah wa Laylah. No encontro JBC Henshin! + 2015, a JBC falou sobre a mudança de nomes, dizendo que, como "o palco de Magi é o 1001 Noites, a editora achou melhor usar as nomenclaturas do 1001 Noites conhecidas no Brasil, ao invés dos nomes oficiais da obra japonesa", explicando que traduções sempre serão adaptadas. No evento, eles citam a autora do mangá, Shinobu Ohtaka, que diz ter usado os nomes conhecidos do 1001 Noites no japão, pois queria que os leitores sentissem certa afinidade com os personagens só de ouvir seus nomes. Também explicaram as mudanças referentes ao Império Kou, dizendo que preferiram usar uma grafia chinesa, pois os nomes japoneses eram meramente construções fonéticas (como as traduções de nomes bíblicos).